# Pietro Bertani
Pietro Bertani OP (ur. 4 listopada 1501 w Nonantoli, zm. 8 marca 1558 w Rzymie) – włoski kardynał.

## Życiorys
Urodził się 4 listopada 1501 roku w Nonantoli, jako syn Francesca Bertaniego i Bianci Calori. W młodości wstąpił do zakonu dominikanów, a po przyjęciu święceń kapłańskich został wykładowcą w Bolonii, Ferrarze i Wenecji. 28 listopada 1537 roku został wybrany biskupem Fano. Uczestniczył w obradach soboru trydenckiego i z jego ramienia został wysłany jako emisariusz do cesarza i papieża, by rozstrzygnąć, czy można kontynuować obrady w Bolonii. W latach 1548–1550 był nuncjuszem nadzwyczajnym przy cesarzu, by uzyskać restytucję Piacenzy. 20 listopada 1551 roku został kreowany kardynałem prezbiterem i otrzymał kościół tytularny SS. Marcellino e Pietro. Zmarł 8 marca 158 roku w Rzymie.